# Весна Братич
Весна Братич (на черногорски: Весна Братић / Vesna Bratić) е черногорска политичка от партия „Обединена Черна гора“. Била е министърка на образованието, науката, културата и спорта в правителството на Черна гора и в кабинета на Здравко Кривокапич (2020 – 2022).

## Биография
Родена е на 25 май 1977 г. в град Требине, СР Босна и Херцеговина, СФРЮ. Завършва основното и средното си образование в град Билеча, дипломира се през 2000 г. в катедрата по английски език и литература във Философския факултет на Университета на Черна гора в Никшич. През 2003 г. е назначена като преподавател в Института за чужди езици. През 2007 г. получава магистърска степен от Филологическия факултет на Белградския университет с дисертация, в която разработва сравнителен анализ на наративния процес на Александър Тишма и Уилям Фокнър.
През 2012 г. получава докторска степен от Филологическия факултет на Белградския университет с тезата „Образи на Америка в произведенията на Сам Шепърд и Дейвид Мемет“. През 2013 г. е избрана за асистент във Факултета по философия към Университета на Черна гора в Никшич. През 2018 г. е избрана за доцент. Успоредно с това преподава английски език във Факултета по електротехника в черногорската столица Подгорица, в същия университет. През 2012 г. тя получава черногорско гражданство.
Тя е сред основателите на неправителствената организация „Не даваме Черна гора“ (основана през юли 2020 г. от университетски преподаватели в Черна гора и оглавявана от Здравко Кривокапич). Тя заема неговото място, след като той е избран за водач на листата на опозицията за парламентарните избори през август 2020 г. На 4 декември 2020 г. парламентът на Черна гора я избра за министър на образованието, науката, културата и спорта в правителството на Черна гора и в кабинета на Здравко Кривокапич.